# Пожирачі вогню
В американській історії Пожирачі вогню (англ. Fire-Eaters) були групою демократів, які виступали за рабство на довоєнному Півдні, які закликали відокремити південні штати в нову націю, яка стала Конфедеративними Штатами Америки. Деканом групи був Роберт Ретт з Південної Кароліни. Дехто намагався відродити участь Америки в атлантичній работоргівлі, яка була незаконною з 1808 року. 

## Вплив
Радикально закликаючи до відділення Півдня, Пожирачі вогню продемонстрували високий рівень прагнення до відділення, який існував у США протягом 1850-х років, і вони суттєво сприяли вибуху громадянської війни (1861–1865). Ще в 1850 році на Півдні існувала меншість екстремістів, які виступали за рабство, і багато зробили для послаблення крихкої єдності нації. На чолі з такими людьми, як Едмунд Раффін, Роберт Ретт, Луїс Т. Вігфолл і Вільям Лоундес Янсі, ця група була названа представниками Півночі «Пожирачами вогню». На з’їзді 1850 року в Нешвіллі, штат Теннессі, Пожирачі вогню закликали до відділення Півдня, посилаючись на непорушні розбіжності між Північчю та Півднем, і вони розпалили пристрасті, використовуючи пропаганду проти Півночі. Однак компроміс 1850 року та інші помірковані поради на деякий час зменшили запал Пожирачів вогню.
У другій половині 1850-х років група знову виникла. Під час виборів 1856 року Пожирачі вогню використовували погрози відокремлення, щоб переконати жителів Півночі, які цінували збереження Союзу, а не боротьбу з рабством, проголосувати за Джеймса Бьюкенена. Вони використали кілька нещодавніх подій для пропаганди, серед яких « Кровавний Канзас » і справа Самнера-Брукса, щоб звинуватити Північ у намаганні негайно скасувати рабство. Використовуючи ефективну пропаганду проти кандидата в президенти 1860 року Авраама Лінкольна, кандидата від Республіканської партії, що виступала проти рабства, Пожирачі вогню змогли переконати в цьому багатьох південців. Однак Лінкольн, незважаючи на аболіціоністські настрої в партії, пообіцяв не скасовувати рабство в південних штатах, а лише запобігти його поширенню на західні території. Спочатку вони націлилися на Південну Кароліну, яка прийняла Указ про відокремлення в грудні 1860 року. Вігфолл, наприклад, активно заохочував атаку на форт Самтер, щоб спонукати Вірджинію та інші верхні південні штати також відокремитися. Пожирачі вогню допомогли розв’язати ланцюгову реакцію, яка безпосередньо призвела до утворення Конфедеративних Штатів Америки та громадянської війни. Їхній вплив швидко ослаб після початку великих боїв.

## Відомі Пожирачі вогню
- Albert G. Brown
- Joseph E. Brown
- Thomas R. R. Cobb
- James Dunwoody Brownson De Bow, publisher of De Bow's Review
- James Gadsden
- Maxcy Gregg
- Thomas C. Hindman
- Laurence M. Keitt
- Lucius Quintus Cincinnatus Lamar
- William Porcher Miles
- Edward A. O'Neal
- Edmund Pettus
- John A. Quitman
- John J. Pettus, Governor of Mississippi, who would lead the state in secession
- Francis Wilkinson Pickens, Governor of South Carolina; authorized firing on Star of the West
- Roger Atkinson Pryor
- Robert Rhett
- Edmund Ruffin
- Nathaniel Beverley Tucker
- Louis Wigfall
- William Lowndes Yancey
- David Levy Yulee